# NGC 2442
NGC 2442 je galaksija u zviježđu Letećoj ribi.

## Vanjske poveznice
- SEDS: NGC 2442